# گوشی (ساز)

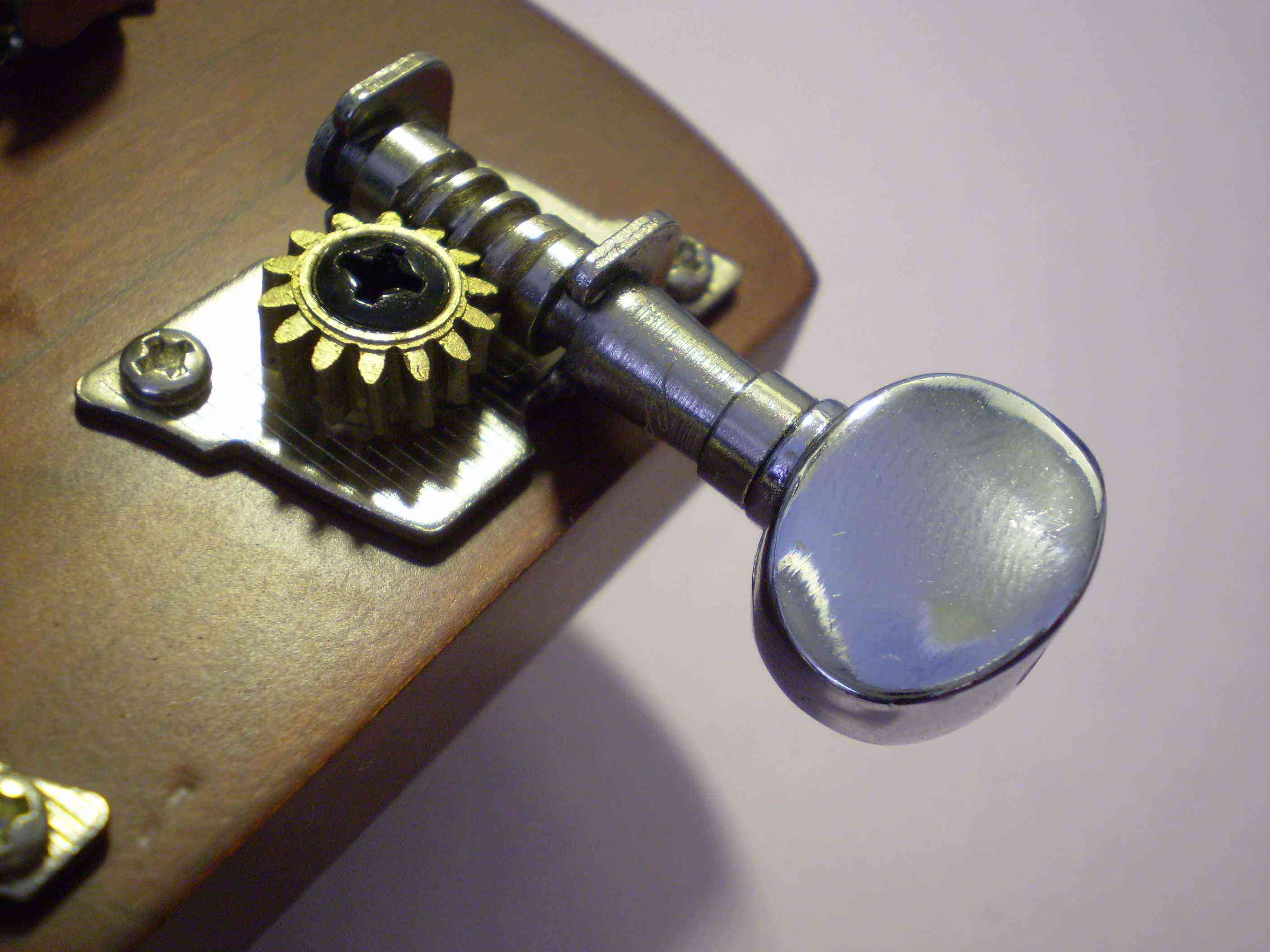
تصویر گوشی یک ساز یوکللی

در سازهای زهی، گوشی قطعه‌ای از ساز است که یک انتهای سیمِ ساز به آن وصل می‌شود و با کمک این قطعه می‌توان آن سیم را کوک کرد. سازهای مختلفی همچون تار، سه‌تار، گیتار، ویولن، کمانچه، ماندولین، یوکللی و غیره گوشی دارند و معمولاً محل تعبیهٔ گوشی ساز در سردسته ساز است. سیم ساز در زمان نصب، دور گوشی گیر انداخته می‌شود و معمولاً چند دور نیز حول محور گوشی چرخانده می‌شود. در زمان کوک کردن، چرخاندن گوشی باعث می‌شود که مقدار کمتر یا بیشتری از سیم، دور گوشی گیر باشد و در نتیجه طول باقی‌ماندهٔ سیم تغییر کند؛ این خود باعث می‌شود که میزان کشیدگی سیم در حدفاصل شیطانک و خرک ساز تغییر کند و در نتیجه بسامد صدایی که از سیم خارج می‌شود، تغییر یابد.